# Milorad Pavić (nogometaš)
Milorad Pavić (Valjevo, 11. studenoga 1921. – Valjevo, 16. kolovoza 2005.) bio je srbijanski nogometaš i nogometni trener. Trenirao je Jugoslaviju na SP 1962. godine.

## Igračka karijera
Igrao je za beogradsku Crvenu zvezdu.

## Trenerska karijera
Trenirao je jugoslavensku reprezentaciju, novosadsku Vojvodinu, klubove iz Belgije, Španjolske i Portugala.